# منتزه إشكول الوطني

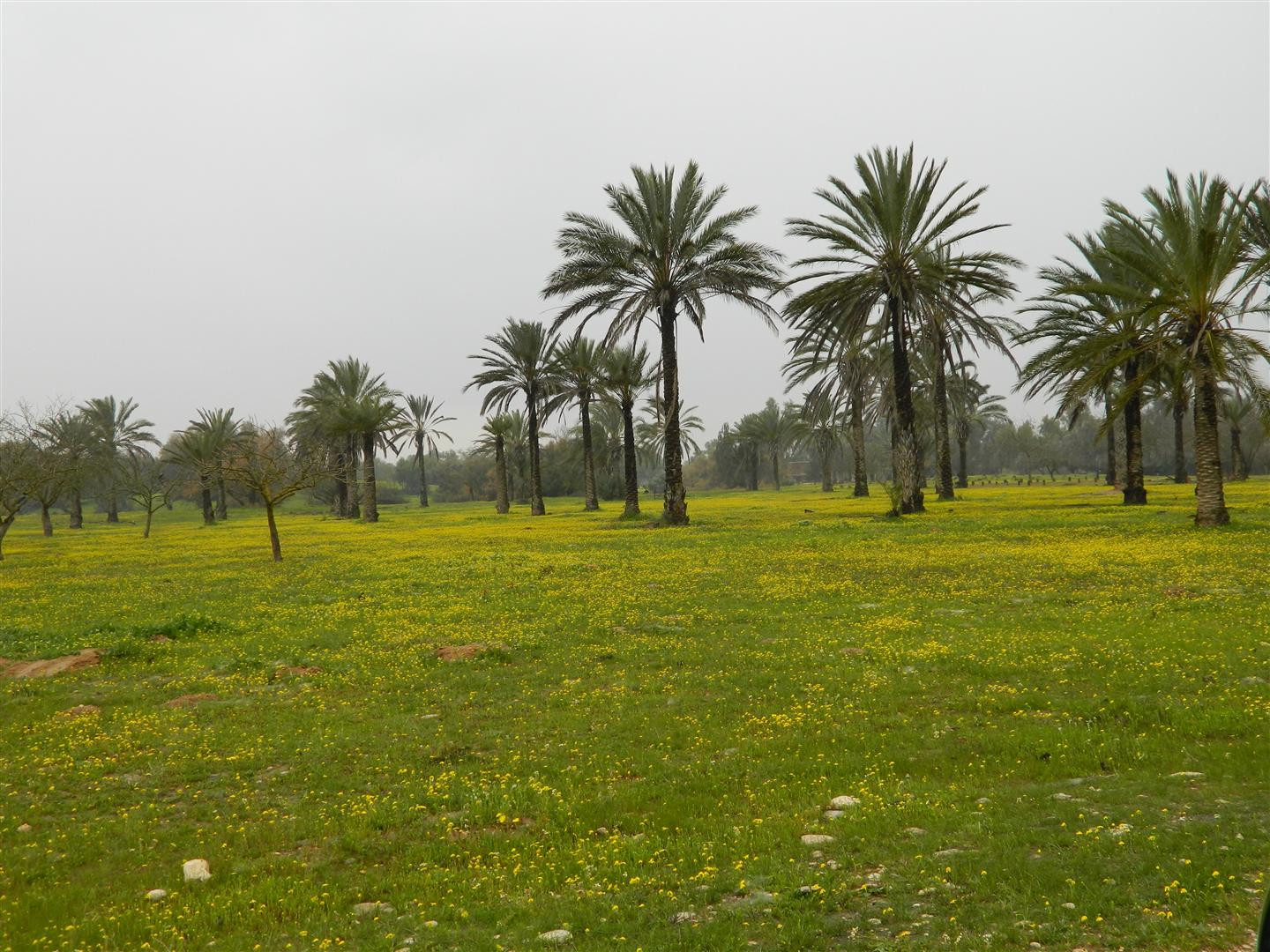

منتزه إشكول الوطني هو منتزه وطني يقع في النقب الشمالي قرب غزة.

## معرض الصور

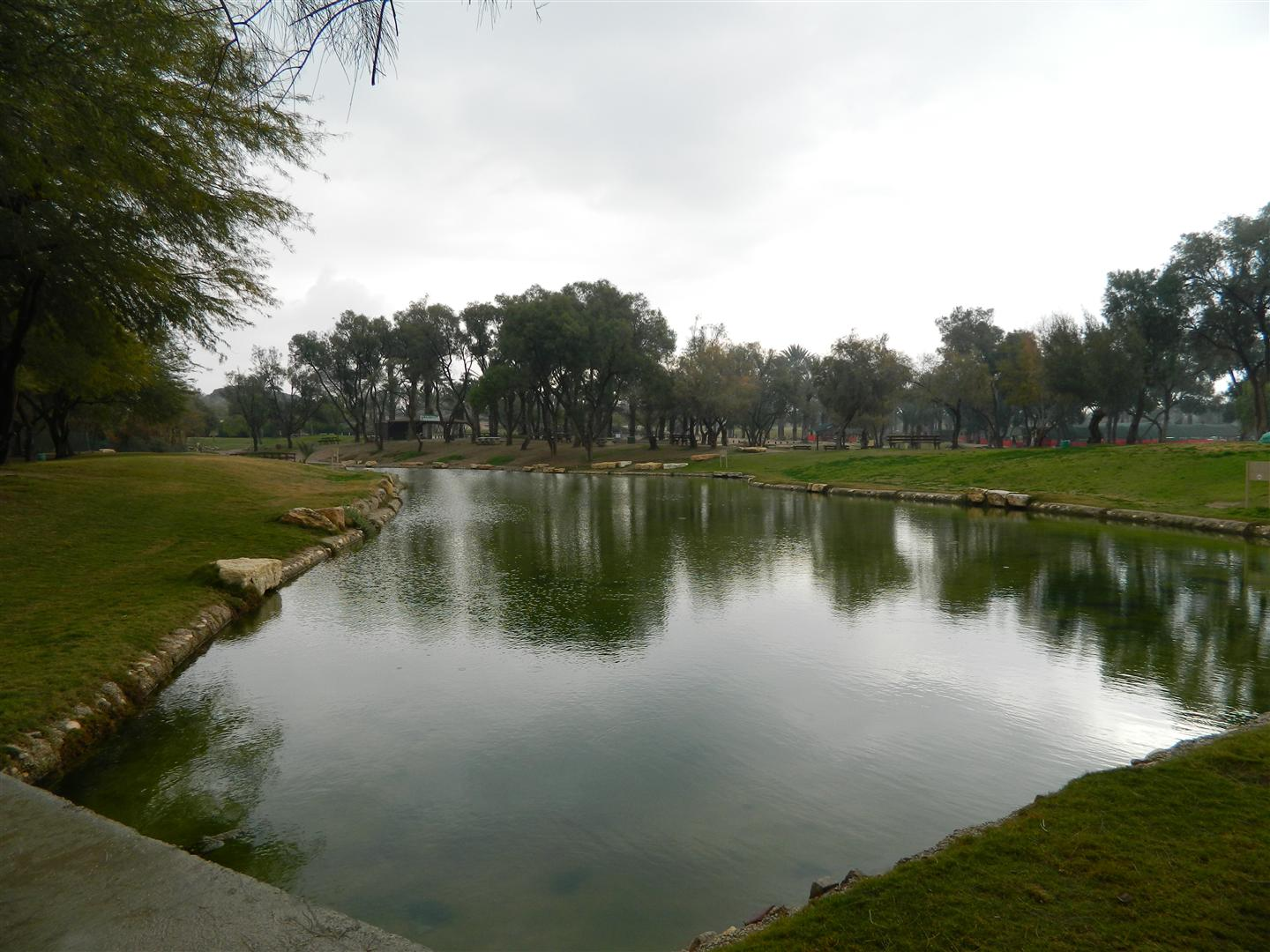
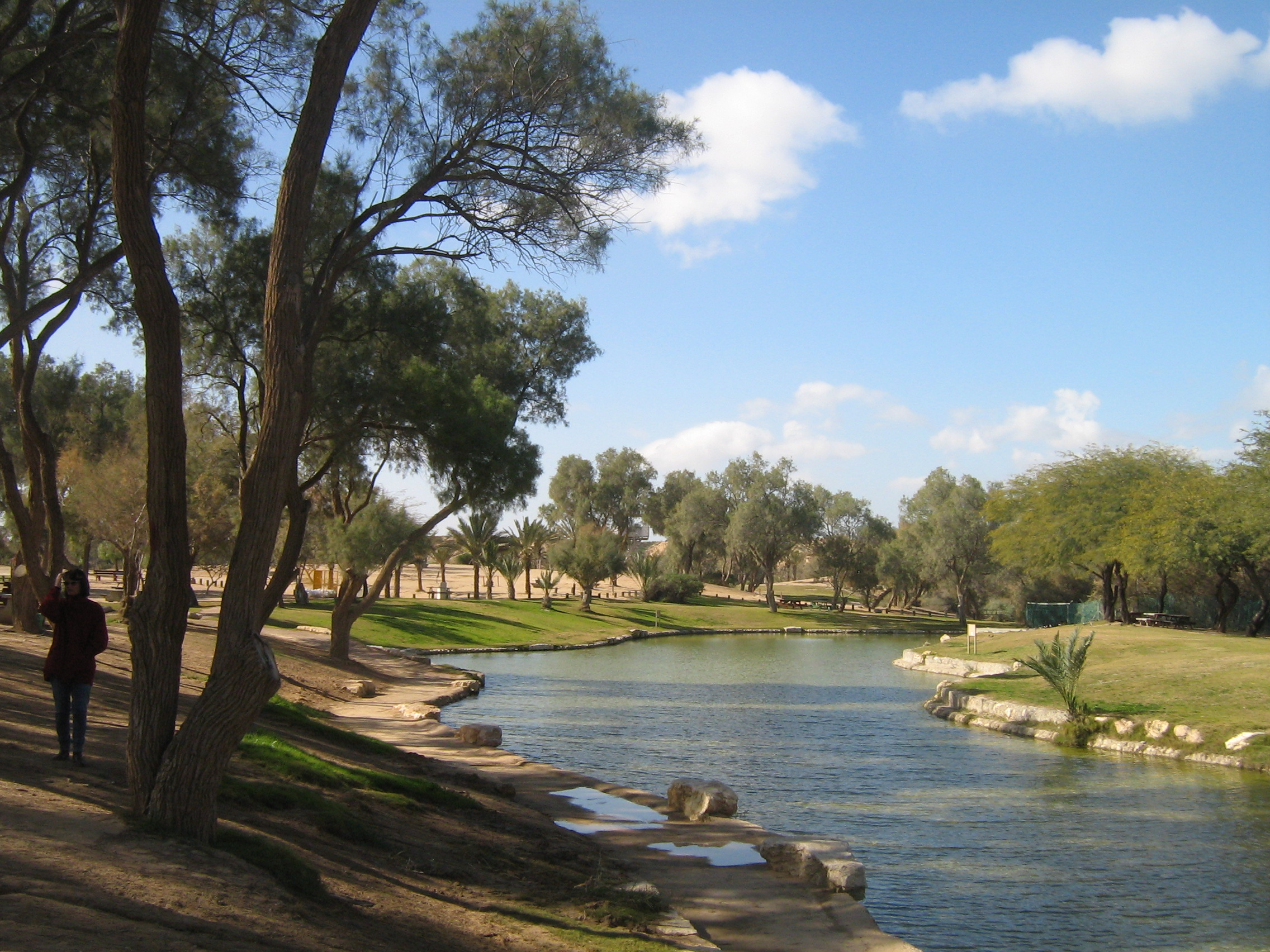
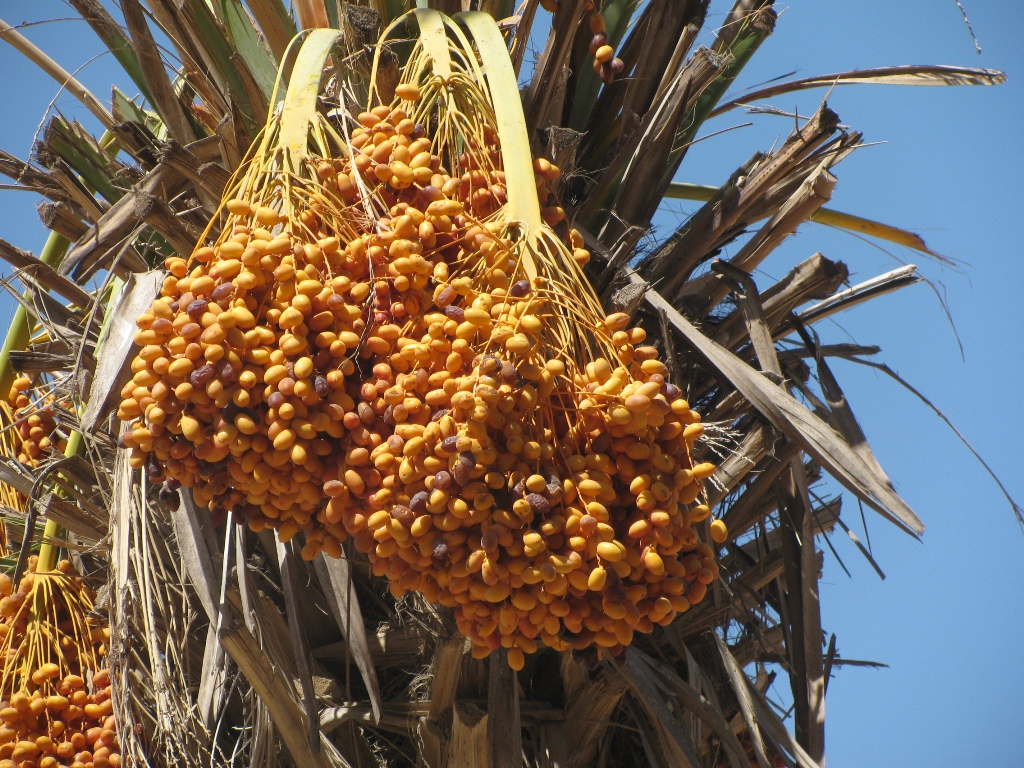
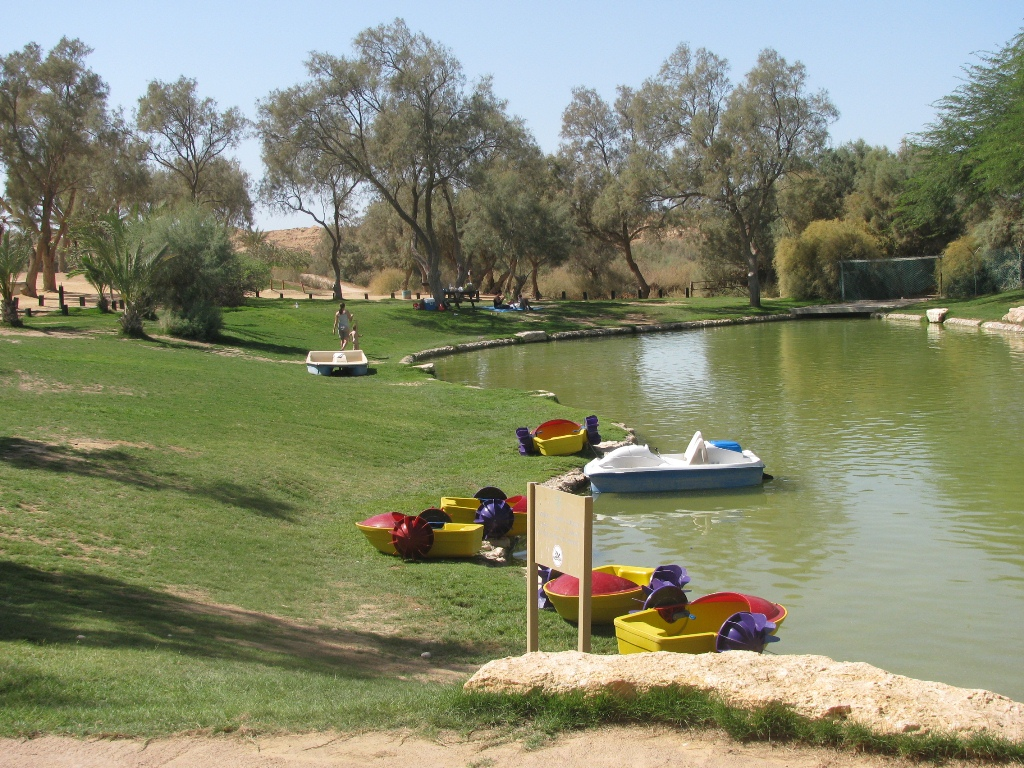
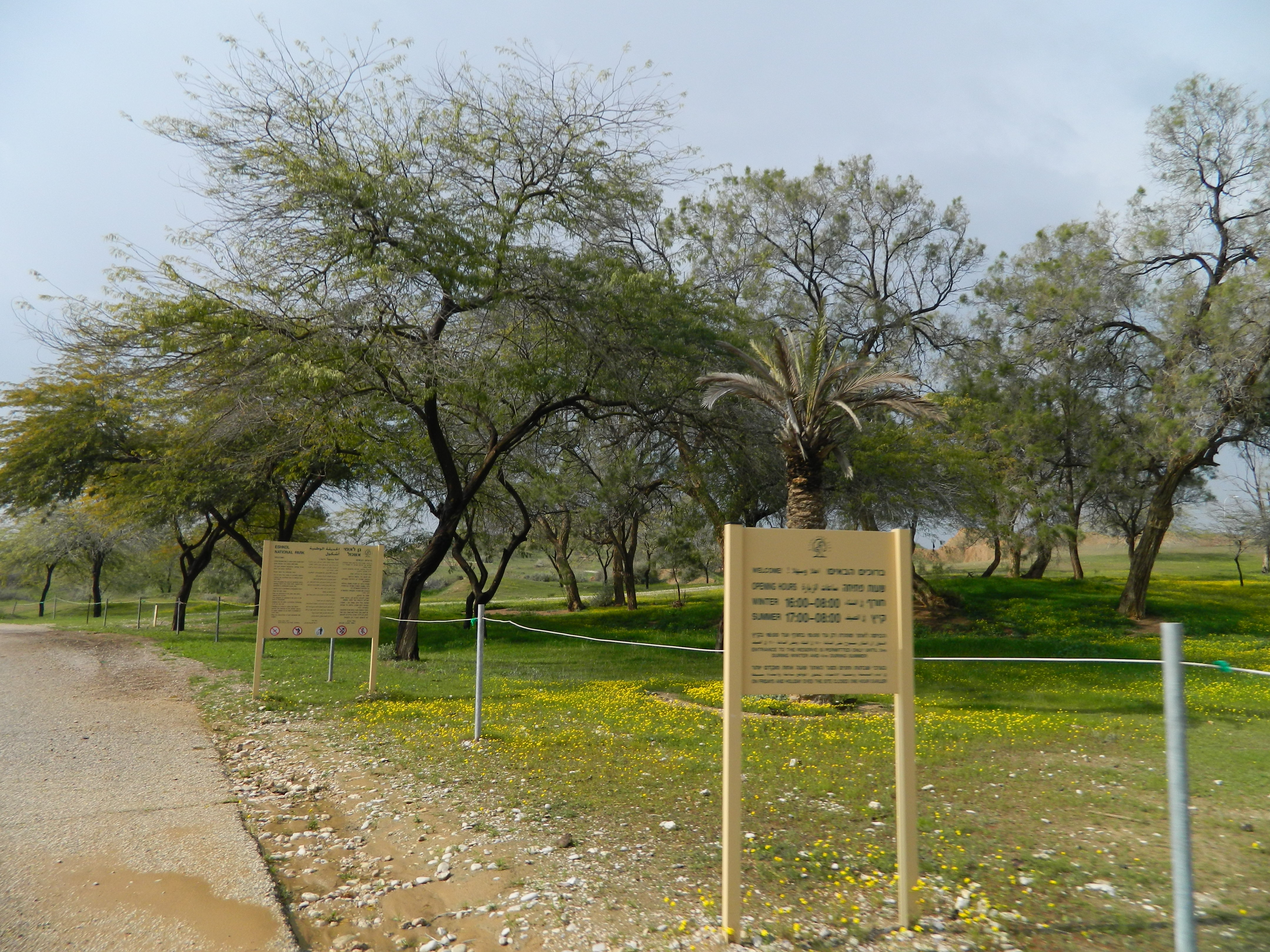
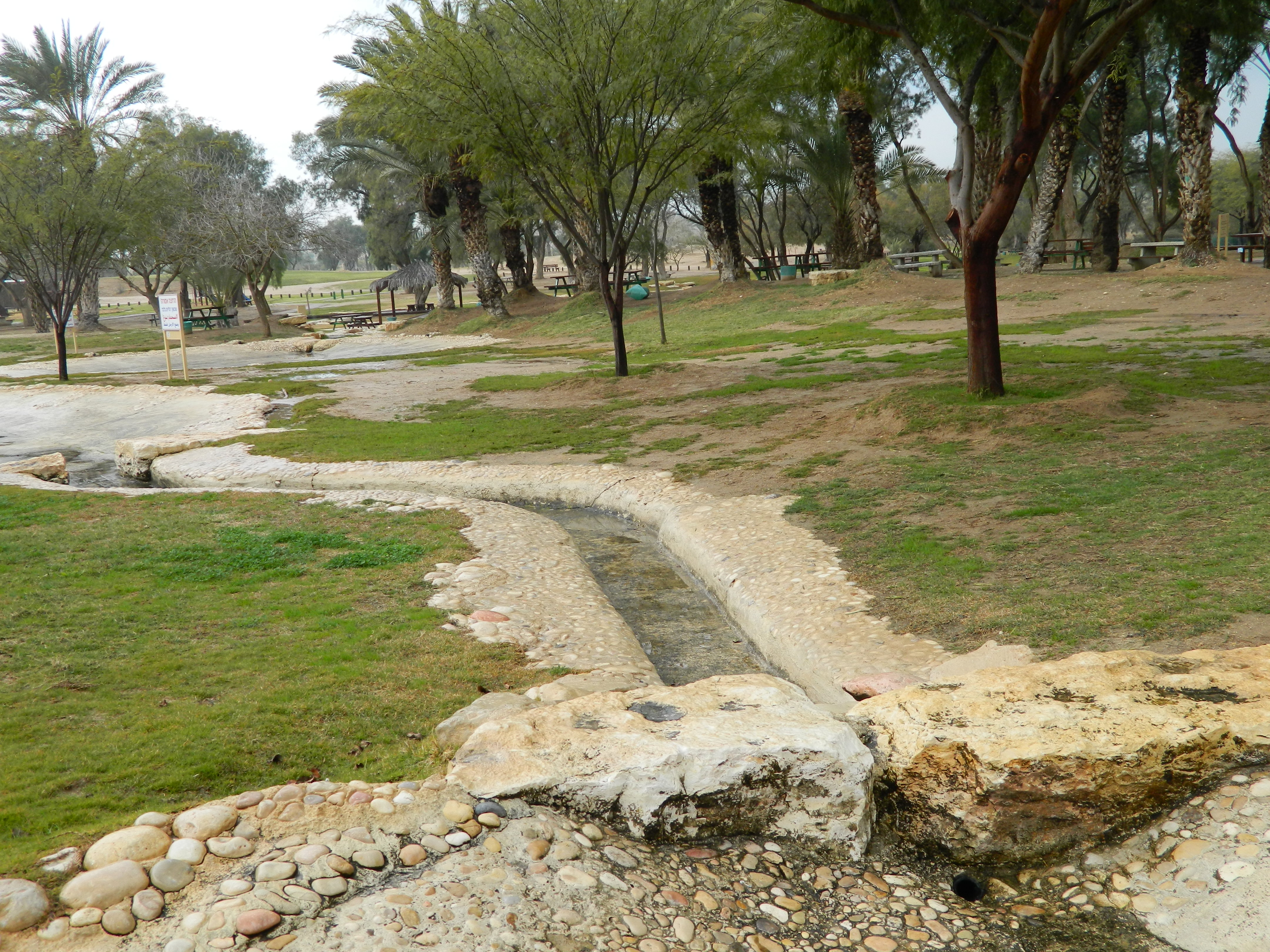
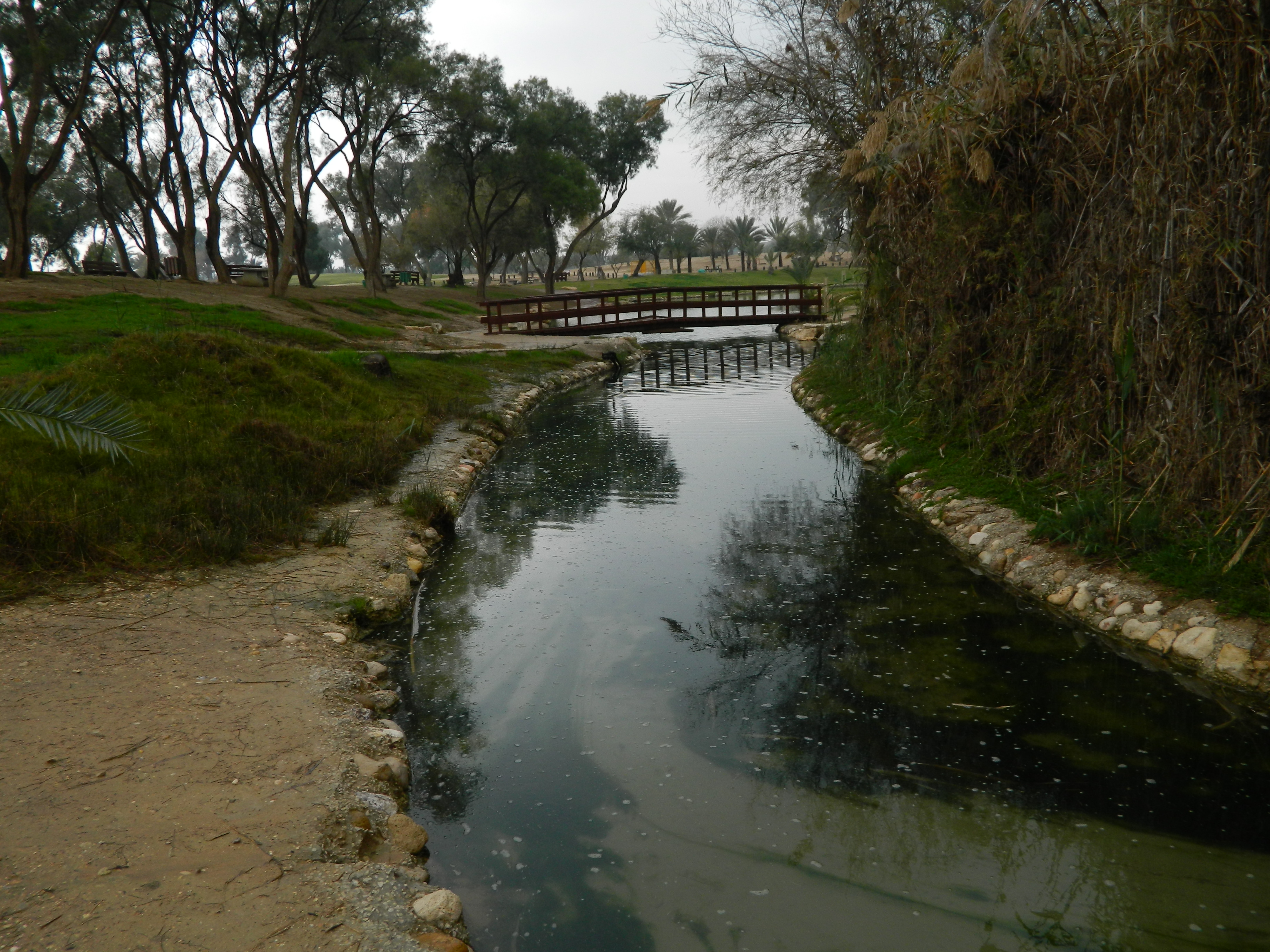
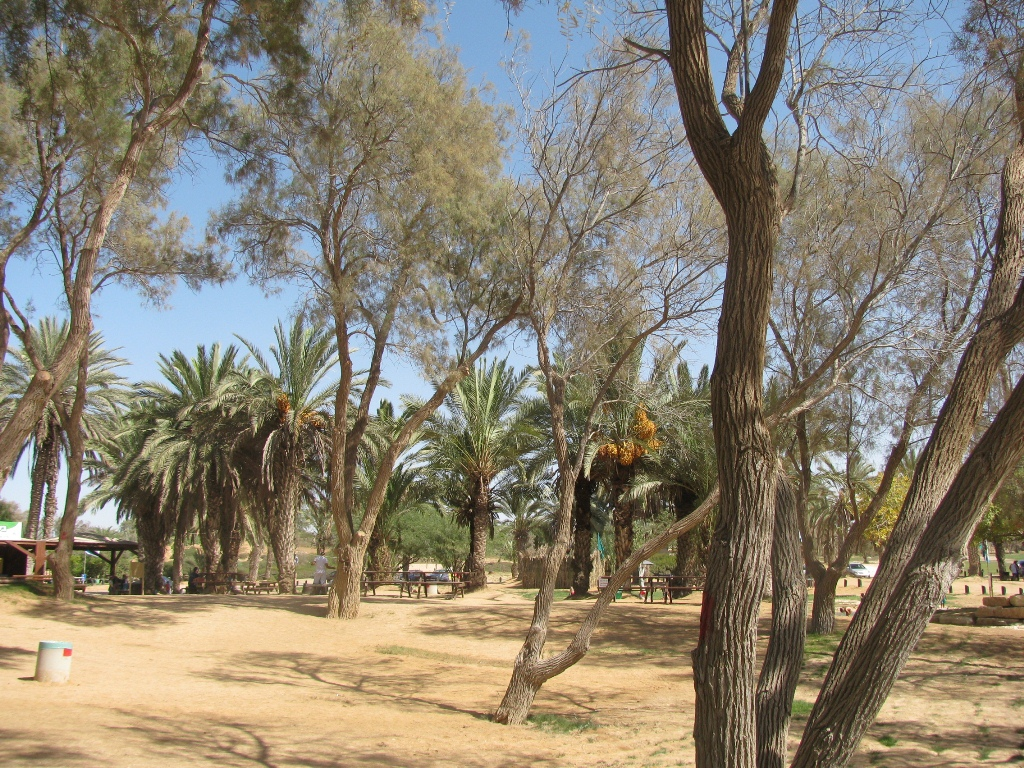
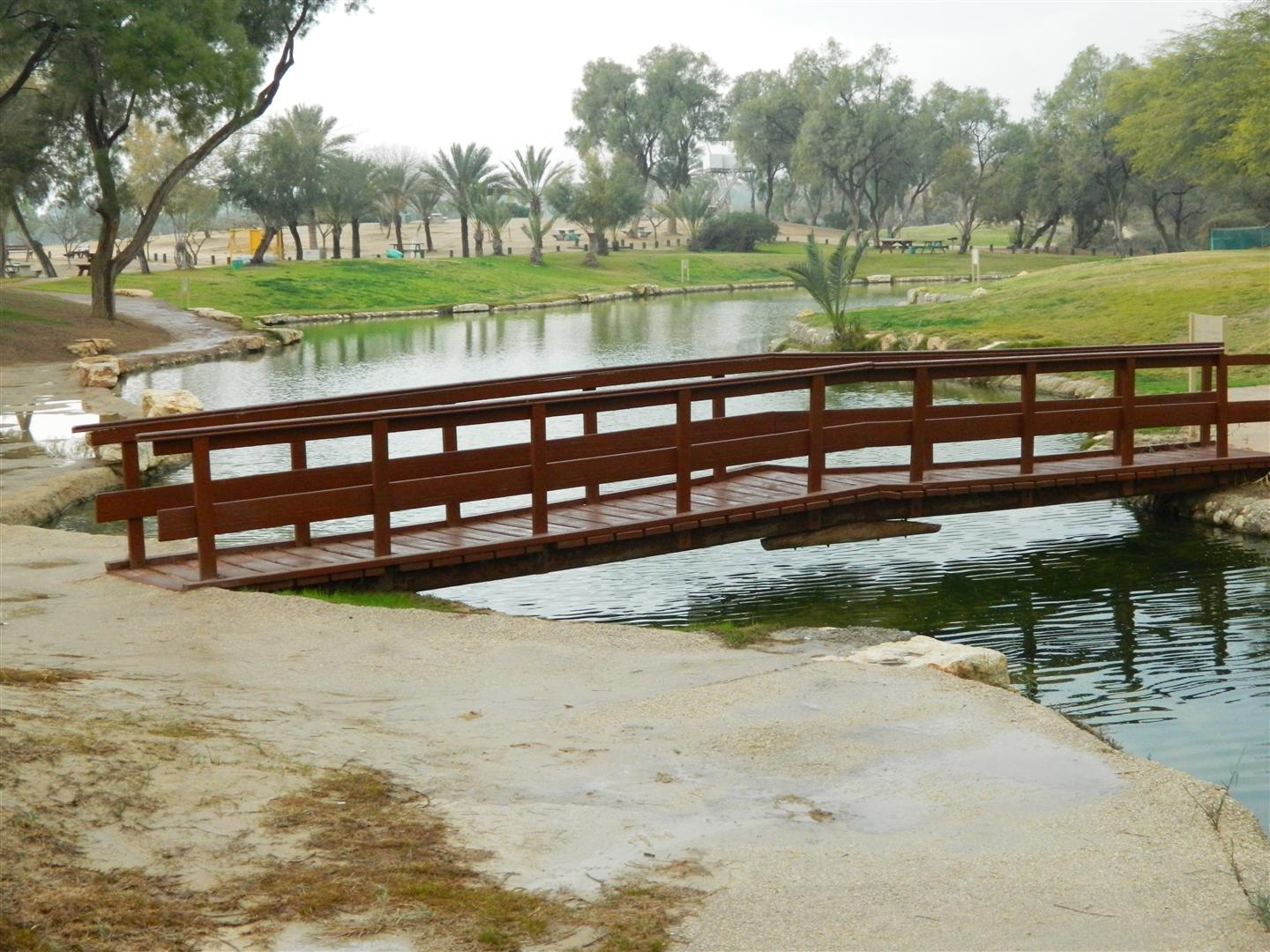